# Robert Andrich
Robert Andrich (ur. 22 września 1994 w Poczdamie) – niemiecki piłkarz, występujący na pozycji pomocnika w niemieckim klubie Bayerze Leverkusen oraz w reprezentacji Niemiec. Uczestnik Mistrzostw Europy 2024.

## Kariera
Wychowanek Herthy BSC, w trakcie swojej kariery grał także w takich zespołach, jak Dynamo Drezno, Wehen Wiesbaden, 1. FC Heidenheim oraz Union Berlin. Reprezentant Niemiec.